# Deutérure d'hydrogène
Le deutérure d'hydrogène est l'espèce chimique de formule HD comme étant formé d'un atome de protium 1H et d'un atome de deutérium 2H, également représenté par le symbole D. C'est la forme la plus commune du deutérium dans l'univers.

## Abondance naturelle
Le deutérure d'hydrogène est une molécule rare mais dont la concentration est accrue dans l'atmosphère des planètes géantes gazeuses, en raison d'une densité égale à 1,5 fois celle du dihydrogène H2 ; on l'y trouve avec une abondance relative de 30 à 200 ppm. HD a également été trouvé dans des rémanents de supernova et d'autres sources[réf. nécessaire].
| Planète | HD       | H2[réf. nécessaire] |
| ------- | -------- | ------------------- |
| Jupiter | ~0,003 % | 89,8 % ±2,0 %       |
| Uranus  | ~0,007 % | 83,0 % ±3,0 %       |
| Neptune | ~0,019 % | 80,0 % ±3,2 %       |